# Ptychorhoe
Ptychorhoe là một chi bướm đêm thuộc họ Geometridae.